# Adam Półtawski

Antykwa Półtawskiego

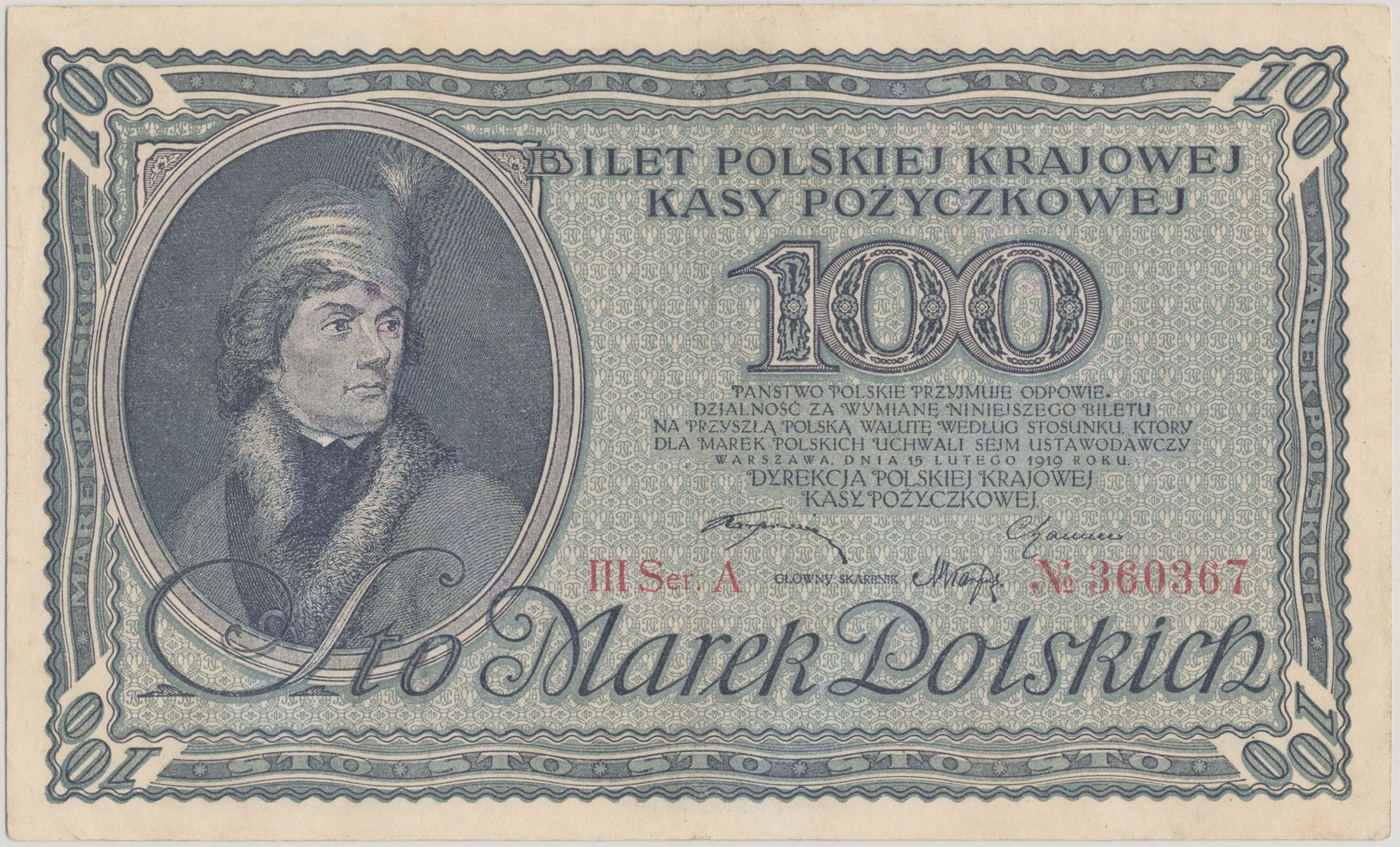
Awers banknotu 100 marek polskich, 1919

Adam Jerzy Półtawski (ur. 17 maja 1881 w Warszawie, zm. 19 września 1952 w Krakowie) – polski grafik i typograf, projektant papierów wartościowych i wykładowca w szkołach przemysłu poligraficznego. Jest autorem krojów pisma: Antykwa Polska (zwanej obecnie od jego nazwiska „Antykwą Półtawskiego”, 1924–1928) oraz Mediewal Polski (tylko w projekcie). 

## Życiorys
Był synem Antoniego i Kazimiery z Drzewieckich. W 1901 ukończył gimnazjum w Warszawie. Studiował historię sztuki, fizykę i chemię na Uniwersytecie Jagiellońskim oraz malarstwo w krakowskiej Akademii Sztuk Pięknych. Rysunku uczył się u Józefa Mehoffera). Następnie dla pogłębienia wiedzy i artystycznych umiejętności przeprowadził się najpierw do Monachium, gdzie pobierał nauki w tamtejszej Akademii, następnie do Paryża i Lipska, gdzie uczęszczał do Wyższej Technicznej Szkoły Drukarskiej, a potem do Berlina, gdzie pobierał nauki w Kunstschule des Westens. W 1920 ochotniczo służył w Wojsku Polskim.
W okresie międzywojennym pracował jako kierownik Zakładów Graficznych Bolesława Wierzbickiego w Warszawie (1912–1914 i 1919–1922). Projektował m.in. drukowane tam banknoty polskie z pierwszych lat niepodległości. Następnie był dyrektorem technicznym Drukarni Łazarskiego (1927–1930).
Prowadził działalność pedagogiczną. Wykładał techniki drukarstwa i grafikę w Wyższej Szkole Dziennikarskiej w Warszawie (lata 20. 30.; był też członkiem zwyczajnym Towarzystwa WSD), Szkole Przemysłu Graficznego (1926–1944), Salezjańskiej Szkole Rzemiosł w Warszawie (1923/1924 i 1932–1939) – gdzie razem ze Stanisławem Ostoja-Chrostowskim prowadził Doświadczalną Pracownię Graficzną, oraz Publicznej Dokształcającej Szkole Graficznej w Warszawie (1931–1933). Wykładał też techniki graficzne i zagadnienia drukarstwa na Kursach Księgarskich przy Wolnej Wszechnicy Polskiej. W dwudziestoleciu międzywojennym zaznaczył swą obecność w życiu artystycznym jako organizator i uczestnik wielu wystaw graficznych tak w Polsce, jak i za granicą, specjalizując się przede wszystkim w zdobnictwie książkowym i ekslibrisie. Uprawiał też rysunek, malarstwo miniaturowe i inne różne techniki graficzne. Projektował układ drukarski i szatę graficzną (inicjały, ornamenty, winiety i przerywniki) czasopisma „Chimera” oraz m.in. Pism zebranych Cypriana Kamila Norwida i dzieła Unia Horodelska, nagrodzonego złotym medalem na Międzynarodowej Wystawie Sztuki Dekoracyjnej w Paryżu w 1925. Projektował druki akcji i obligacji, zaprojektował banknot o nominale stu marek, który był pierwszym banknotem międzywojennej Polski. Związany był ze środowiskami artystycznymi Warszawy, Lublina i Kielc. 
Podczas okupacji organizował i prowadził tajne kursy graficzne. Podczas powstania warszawskiego uległo zniszczeniu wiele jego prac, pośród których znajdowały się m.in. próbne odbitki i niskonakładowe druki powstałe w Doświadczalnej Pracowni Graficznej. Po powstaniu przymusowo wysiedlony do Żarnowca.
Po wojnie wyjechał do Lublina, gdzie działał w Związku Polskich Artystów Plastyków. Ostatnie lata życia spędził w Kielcach, pracując jako kierownik techniczny Drukarni „Jedność” (1945–1949).
Był członkiem Związku Polskich Artystów Grafików – którego był też współzałożycielem, Warszawskiego Towarzystwa Artystycznego i Koła Artystów Grafików Reklamowych oraz członkiem honorowym Towarzystwa Bibliofilów Polskich. Był współredaktorem „Grafiki Polskiej” oraz „Grafiki” – organu ZPAG.
Jego prace znajdują się w Bibliotece Narodowej w Warszawie i Bibliotece Uniwersytetu Warszawskiego. Komplet prac, również tych niepublikowanych, znajduje się w posiadaniu rodziny artysty.
Od 27 grudnia 1912 był mężem Stefanii z Cichockich (1885–1972). Ojciec prof. Andrzeja Półtawskiego, filozofa, teść dr Wandy Półtawskiej, lekarza psychiatry.
Pochowany na Cmentarzu Salwatorskim w Krakowie (sektor SC12-14-4).

## Ordery i odznaczenia
- Złoty Krzyż Zasługi (dwukrotnie: po raz drugi 22 lipca 1952[6])

## Upamiętnienie
Adam Półtawski został patronem kieleckiej drukarni związanej organizacyjnie z Wydawnictwem Jedność.